# 43 Persei
43 Persei, som är stjärnans Flamsteed-beteckning, är en multipelstjärna belägen i den norra delen av stjärnbilden, Perseus. Den har en skenbar magnitud på ca 5,28 och är svagt synlig för blotta ögat där ljusföroreningar ej förekommer. Baserat på parallax enligt Gaia Data Release 2 på ca 26,0 mas, beräknas den befinna sig på ett avstånd på ca 125 ljusår (ca 39 parsek) från solen. Den rör sig bort från solen med en heliocentrisk radialhastighet av ca 39 km/s.

## Egenskaper
Primärstjärnan 43 Persei A är en gul till vit stjärna i huvudserien av spektralklass F5 V. Den har en massa som är ca 1,5 solmassor, en radie som är ca 2,4 solradier och utsänder ca 11 gånger mera energi än solen från dess fotosfär vid en effektiv temperatur på ca 6 600 K.
43 Persei A är en dubbelsidig spektroskopisk dubbelstjärna med en omloppsperiod på 30,4 dygn och en excentricitet på 0,6. Avlägsna följeslagare är 43 Persei B (separerad med 75,5 bågsekunder och magnitud 10,66), 43 Persei C (separerad med 85,6 bågsekunder och magnitud 12,18) och 43 Persei D (separerad med 68 bågsekunder och magnitud 13,43).